# Har Avner
Har Avner (hebreiska: הר אבנר) är ett berg i Israel.   Det ligger i distriktet Norra distriktet, i den nordöstra delen av landet. Toppen på Har Avner är 495 meter över havet.
Terrängen runt Har Avner är huvudsakligen kuperad.Runt Har Avner är det ganska tätbefolkat, med 116 invånare per kvadratkilometer. Närmaste större samhälle är Bet She'an, 10,6 km nordost om Har Avner. Trakten runt Har Avner består till största delen av jordbruksmark.